# Waltheria carmensarae
Waltheria carmensarae är en malvaväxtart som beskrevs av J.G.Saunders. Waltheria carmensarae ingår i släktet Waltheria och familjen malvaväxter. Inga underarter finns listade i Catalogue of Life.